# 三苞小柴胡
三苞小柴胡（学名：Bupleurum tenue var. paucefulcrans）是伞形科柴胡属的变种。分布于中国大陆的贵州等地，生长于海拔1,300米的地区，多生长在阴湿地方，目前尚未由人工引种栽培。